# بني سكتن (أولاد اعمر)
بني سكتن هو دُوَّار يقع بجماعة سيدي عبد الكريم، إقليم سطات، جهة الدار البيضاء سطات في المملكة المغربية. ينتمي الدوّار لمشيخة أولاد اعمر التي تضم 10 دواوير. يقدر عدد سكانه بـ 684 نسمة حسب الإحصاء الرسمي للسكان والسكنى لسنة 2004.

## روابط خارجية
- البوابة الوطنية للجماعات الترابية نسخة محفوظة 12 مارس 2018 على موقع واي باك مشين.
- المندوبية السامية للتخطيط